# Patinatge de velocitat als Jocs Olímpics d'hivern de 2006 - 5.000 metres masculins
Als Jocs Olímpics d'Hivern de 2006 celebrats a la ciutat de Torí (Itàlia) es disputà una prova de patinatge de velocitat sobre gel sobre una distància de 5.000 metres en categoria masculina que formà part del programa oficial dels Jocs.
La prova es disputà el dia 11 de febrer de 2006 a les instal·lacions de l'Oval Lingotto de la ciutat de Torí. Hi participaren un total de 28 patinadors de velocitat de 15 comitès nacionals diferents.

## Resum de medalles
| Or           | Argent      | Bronze        |
| Chad Hedrick | Sven Kramer | Enrico Fabris |

## Resultats
| Pos. | Nom                  | CON             | Temps   | Dif.   |
| ---- | -------------------- | --------------- | ------- | ------ |
| 1    | Chad Hedrick         | Estats Units    | 6:14.68 |        |
| 2    | Sven Kramer          | Països Baixos   | 6:16.40 | +1.72  |
| 3    | Enrico Fabris        | Itàlia          | 6:18.25 | +3.57  |
| 4    | Carl Verheijen       | Països Baixos   | 6:18.84 | +4.16  |
| 5    | Arne Dankers         | Canadà          | 6:21.26 | +6.58  |
| 6    | Bob de Jong          | Països Baixos   | 6:22.12 | +7.44  |
| 7    | Shani Davis          | Estats Units    | 6:23.08 | +8.40  |
| 8    | Oystein Grodum       | Noruega         | 6:24.21 | +9.53  |
| 9    | Lasse Saetre         | Noruega         | 6:25.15 | +10.47 |
| 10   | Eskil Ervik          | Noruega         | 6:26.91 | +12.23 |
| 11   | Ivan Skobrev         | Rússia          | 6:27.02 | +12.34 |
| 12   | Johan Rojler         | Suècia          | 6:29.24 | +14.56 |
| 13   | Bart Veldkamp        | Bèlgica         | 6:32.02 | +17.34 |
| 14   | Ippolito Sanfratello | Itàlia          | 6:32.58 | +17.90 |
| 15   | Artyom Detyshev      | Rússia          | 6:32.85 | +18.17 |
| 16   | Stefano Donagrandi   | Itàlia          | 6:33.45 | +18.77 |
| 17   | Yury Kokhanets       | Rússia          | 6:34.62 | +19.94 |
| 18   | Pawel Zygmunt        | Polònia         | 6:35.01 | +20.33 |
| 19   | K.C. Boutiette       | Estats Units    | 6:37.29 | +22.61 |
| 20   | Jens Boden           | Alemanya        | 6:38.34 | +23.66 |
| 21   | Kesato Miyazaki      | Japó            | 6:40.03 | +25.35 |
| 22   | Steven Elm           | Canadà          | 6:41.53 | +26.85 |
| 23   | Dmitry Babenko       | Kazakhstan      | 6:42.25 | +27.57 |
| 24   | Justin Warsylewicz   | Canadà          | 6:43.74 | +29.06 |
| 25   | Gao Xuefeng          | R.P. de la Xina | 6:44.78 | +30.10 |
| 26   | Claudiu Grozea       | Romania         | 6:50.29 | +35.61 |
| 27   | Takahiro Ushiyama    | Japó            | 6:51.53 | +36.85 |
| 28   | Yeo Sang Yeop        | Corea del Sud   | 6:58.13 | +43.45 |